# 伊萬·巴甫洛夫
伊万·彼得罗维奇·巴甫洛夫（羅馬化：Ivan Petrovich Pavlov；1849年9月26日—1936年2月27日），俄罗斯生理学家、心理学家、醫師。
巴甫洛夫在读大学时，受到“俄罗斯生理学之父”伊万·米哈伊洛维奇·谢切诺夫的指导与启发，巴甫洛夫放弃了神学研究，转而走入了科学的世界，並在1904年因為對消化系統的研究得到诺奖。

## 生平與研究
巴甫洛夫出生在俄羅斯的梁贊，父亲是东正教的一名牧师。他剛開始是一位神學院的學生，但後來退出，1870年進入聖彼得堡大學學習自然科學。在1879年得到博士學位。大学毕业时，获金质奖章。后在德国学习两年。
在1890年代，巴甫洛夫研究了狗的胃，透過唾腺來研究在不同條件下對食物的唾液分泌。他注意到狗在食物送進嘴裡之前便開始分泌口水，並開始研究這個他所稱的"靈魂分泌液"。他認為這些現象比起唾液的化學成分更加有趣，於是便改變了他的研究焦點。以調整食物出現之前的刺激來開始一連串的實驗。因此建立了他所稱的条件反射（如唾液分泌受動物先前的經驗而制約）。這些實驗在1890年代和1900年代透過翻譯被介紹到西方科學界，但直到1927年才有完整的英文書籍出版。
巴甫洛夫是一位在工作和習慣上非常規律的實驗操作者，他準時地在12點整吃午餐、每天晚上準時在同樣的時間睡覺、每天準時餵他的狗，並且每年的同一天離開列寧格勒（聖彼得堡）前往愛沙尼亞。如此的習慣直到他因為他的兒子維克多（Victor）在俄羅斯白軍運動中過世而失眠為止。
不同於許多革命前的俄國科学家，巴甫洛夫受到苏联政府的高度認可，且能够继续他的研究直到相當大的年紀。 巴甫洛夫承認本身並不熱衷於马克思主义，但由於诺贝尔奖得獎者的身分，被視為有價值的政治資產。當他在1923年從第一次美國訪問歸國之後（第二次在1929年），他公然指責共產主義，認為國際馬克思主義的思想基礎是錯誤的，並說「我不會為了你們所做的社會實驗犧牲一隻青蛙的後腿！」。1927年，巴甫洛夫更是寫信給斯大林，稱他是「俄國人的恥辱」。 1934年謝爾蓋·基洛夫被謀殺後，巴甫洛夫寫了幾封信給莫洛托夫，批評這樣的迫害，並希望重新考慮關於幾個他所認識的人的案件。
晚年巴甫洛夫試著用制約理論去建立關於誘發神經官能症的實驗模型。1936年在列寧格勒過世，他的實驗室受到安全的保存。直到死前巴甫洛夫依然神志清醒，且繼續他的研究。他要求一位學生坐在他的床邊紀錄他邁向死亡的詳細情形，想要建立關於他生命最後一段時間的主觀經驗的獨特證明。
1936年2月27日，巴甫洛夫因双肺炎去世，享年86岁。人们为他举行了隆重的葬礼，为了纪念他，他的实验室被当做博物馆保存了下来。

## 反射系統研究
巴甫洛夫在生理學、神經科學、心理學的許多領域皆有貢獻。他主要的研究是性格（temperament）、古典制約和非自願反射動作（involuntary reflex actions） 。 
巴甫洛夫在關於消化系統的實驗使他獲得了1904年的諾貝爾生理學或醫學獎。實驗包括了在外科手術上取出動物消化系統的部份，切斷神經束來判定影響，還有在消化器官和外部囊袋（pouch）之間植入瘺管（fistula）以測試器官的內容。這些研究成為許多消化系統研究的基礎。
之後在反射動作的研究中，研究了對於壓力和痛苦的非自願反應。巴甫洛夫在研究中延伸四種性格定義:“冷靜”（phlegmatic）、“暴躁”（choleric）、“樂觀”（sanguine）、“憂鬱”（melancholic）。巴甫洛夫和他的研究員展開對轉換邊緣的抑制（TMI）的觀察與研究，TMI指身體天生對壓力和痛苦的崩潰反應。這些研究顯示了所有性格型態對刺激如何做出在時間上長短有所不同的相同反應。他認為"最基本的遺傳差異... 是他們多快達到崩潰點與神經系統在快速到達崩潰的基本差異。
榮格繼續巴甫洛夫在TMI的研究，並以人類的內向與外向性格型態來觀察動物崩潰的形式。他相信內向的人，比起外向的人對於刺激更敏感，且更容易到達TMI狀態。這些研究產生了新名詞高度敏感者。
威廉·薩甘等人繼續對心智的制約、記憶移入和洗腦進行行為學研究。

## 後記
随着巴甫洛夫的古典制約在西方流行，尤其經由约翰·布罗德斯·华生的著作而广为人知，制約的自動學習型態成為當時發展中的專業研究比較心理學的重要觀念，與行為主義的重要研究方法。英國哲學家伯特蘭·羅素是對巴甫洛夫精神哲學的熱衷擁護者。
巴甫洛夫的制約反射研究不但在科學界，也在大眾文化有著廣泛的影響力。「巴甫洛夫的狗」用來形容一個人反應不經大腦思考；巴甫洛夫的制約成為奧爾德斯·倫納德·赫胥黎的反烏托邦小說《美麗新世界》主題。而在托馬斯·品欽的小說《万有引力之虹》中也占有份量。
一般人都相信巴甫洛夫使用了鈴鐺的聲音作為食物出現的訊號，然而在紀錄中他使用了包括哨子、節拍器、音叉和一些視覺上的刺激。1994年，卡塔尼亚对巴夫洛夫是否曾在实验中使用过铃铛声表示怀疑。
他的妻子是他大学同学的妹妹，比他小11岁。
巴甫洛夫的理論雖然對行為主義心理學有重大影響，不過他本人就不太願意被視為心理學家。